# Castello-Molina di Fiemme
Castello-Molina di Fiemme es una localidad y comune italiana de la provincia de Trento, región de Trentino-Alto Adigio, con 2.207 habitantes.

## Evolución demográfica
| Gráfica de evolución demográfica de Castello-Molina di Fiemme entre 1861 y 2001 |
|                                                                                 |
| Fuente ISTAT - elaboración gráfica de Wikipedia                                 |